# إدريس بن عبد الرحمن الخنجري
إدريس بن عبد الرحمن بن عيسى بن عبدالله بن علي الخنجري هو المندوب الدائم لسلطنة عُمان لدى الأمم المتحدة والمنظمات الدولية في جنيف.